# 黃啟聰
黃啟聰（英語：Manfred Wong，Wong Kai Chung—），香港樂評人及雜誌編輯，獨力出版音樂雜誌《Headlines》多年。

## 生平
黃啟聰約出生於1958年，成長於油麻地，從電台節目及廟街一帶接觸各種音樂。
中三時（1975或1976年）他開始閱讀外國音樂雜誌，並開始撰寫樂評投稿，獲報刊刊登。畢業後他以此為業，於不同報刊撰寫樂評及音樂資訊專欄，曾任雜誌《年青人周報》及《偶像》的編輯。1980年代末創辦音樂雜誌《Headlines》，長期擔任總編輯。熱愛收集唱片的他，也將撰寫樂評視為免費獲得唱片的途徑。曾以資深樂評人身份接受訪問及出席講座。亦擔任香港作曲家及作詞家協會（CASH）所舉辦的CASH金帆音樂獎評審、顧問多年，2017年與其他六名資深樂評人包括黃志華、黃志淙、袁智聰、馮禮慈、左永然、周凡夫獲CASH金帆音樂獎表揚其貢獻 。
對於唱片及刊物出版，黃啟聰均堅持實體的重要性。對音樂的看法方面，他重視曲調多於歌詞，但他自己亦嘗試過創作流行曲歌詞。:413
亦有指他曾出版過電子遊戲刊物。

## 歌詞創作
- 太極戀愛天份（1986年）[12]:15
- 太極理想都（1989年）[12]:16

## 參與電視節目和評審
- 有線YMC台節目主持（期間曾因批評劉德華及王菲而受到壓力）[1]
- 無綫電視歌唱選秀節目《聲夢傳奇》專業評審之一
- 香港微電影（創+作）音樂篇由第一屆至今第十二屆專業評審之一

## 音樂雜誌《Headlines》
1987年，黃啟聰與舊同事文雋欲自立門戶，兩人合資創辦了音樂雜誌《第一線》。約一年至兩年後，以電影業為正職的文雋不看好雜誌前景，於是退股，自此雜誌一直由黃啟聰獨資經營及擔任總編輯。1993年他又推出過一本刊物《Best Buy》，半年後《Best Buy》與《第一線》合併為《Headlines》（或中文名稱「第一線」與英文名稱並列）。
《Headlines》的定位是免費音樂雜誌，主要放於唱片店免費派發，以廣告為收入來源。內容除香港音樂圈外，亦包括各國唱片資訊及評論推介，在香港具有一定知名度。早期該雜誌為周刊，但因本地唱片業及出版業逐漸萎縮，後曾改為雙周刊，再改為月刊形式出版至，2019冠状病毒病疫情期間仍繼續出版。雜誌一直小本經營，最初有五名職員，在經營日漸困難下，規模縮減至黃啟聰與其太太獨力編採。
至2020年代，該雜誌已出版逾37年，被視為香港罕有的「長壽」音樂雜誌，及碩果僅存的免費音樂雜誌（實體類）。

## 備註
1. ↑  名列於書中附錄「香港填詞人名錄」。
2. ↑  文雋本名為王文俊，英文名也取名Manfred Wong[1]，恰巧與黃啟聰相同。